# Necesită citare

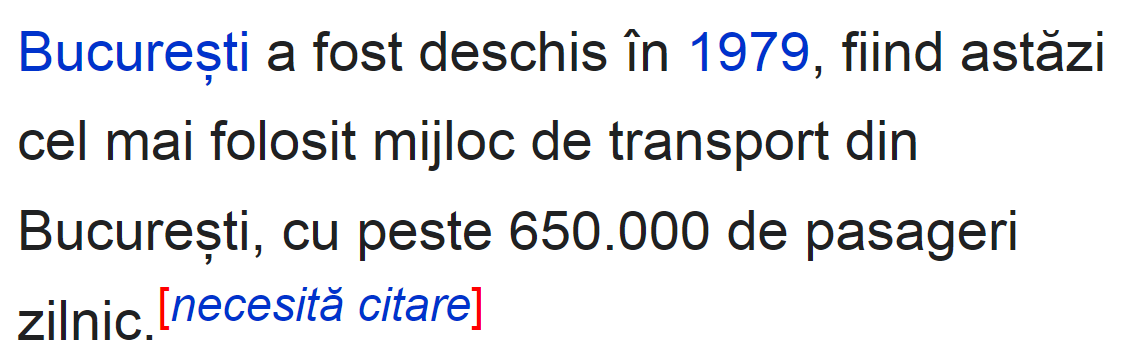
Exemplu de etichetă „necesită citare” introdusă în dreptul unei afirmații fără surse la Wikipedia în română

Eticheta „[necesită citare]” (mai cunoscută global în varianta engleză „[citation needed]”) este adăugată de editorii Wikipedia la afirmațiile neînsoțite de surse din articole. Expresia reflectă politicile de verificabilitate și interzicere a cercetării originale pe Wikipedia și a devenit un fenomen pe internet (meme).

## Utilizare pe Wikipedia
Eticheta a fost folosită pentru prima dată pe Wikipedia în 2006, în limba engleză, și a fost creată de utilizatorul Ta bu shi da yu. Conform politicilor Wikipedia, editorii trebuie să adauge note de subsol în conținutul adăugat, pentru a asigura veridicitatea și neutralitatea și pentru a evita cercetarea originală. Eticheta „necesită citare” este folosită pentru a marca afirmațiile care nu au astfel de note. Utilizatorii care fac clic pe etichetă sunt direcționați spre o pagină care explică politica de verificabilitate a Wikipediei și modul de citare a surselor.
La data de august 2024, la Wikipedia în română existau peste 5.000 de pagini (sau aproximativ 1% din toate paginile) cu cel puțin o etichetă „necesită citare”. În același timp, la Wikipedia în engleză această cifră depășește cifra de 524.000 (ceea ce la fel alcătuiește aproximativ 1% din totalul articolelor).

## Utilizare în afara Wikipediei

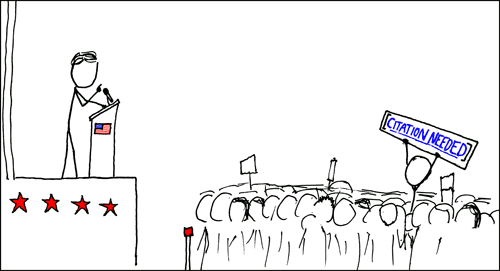
Un desen din 2007 de Randall Munroe, care ilustrează un protestatar cu o pancartă pe care scrie „”

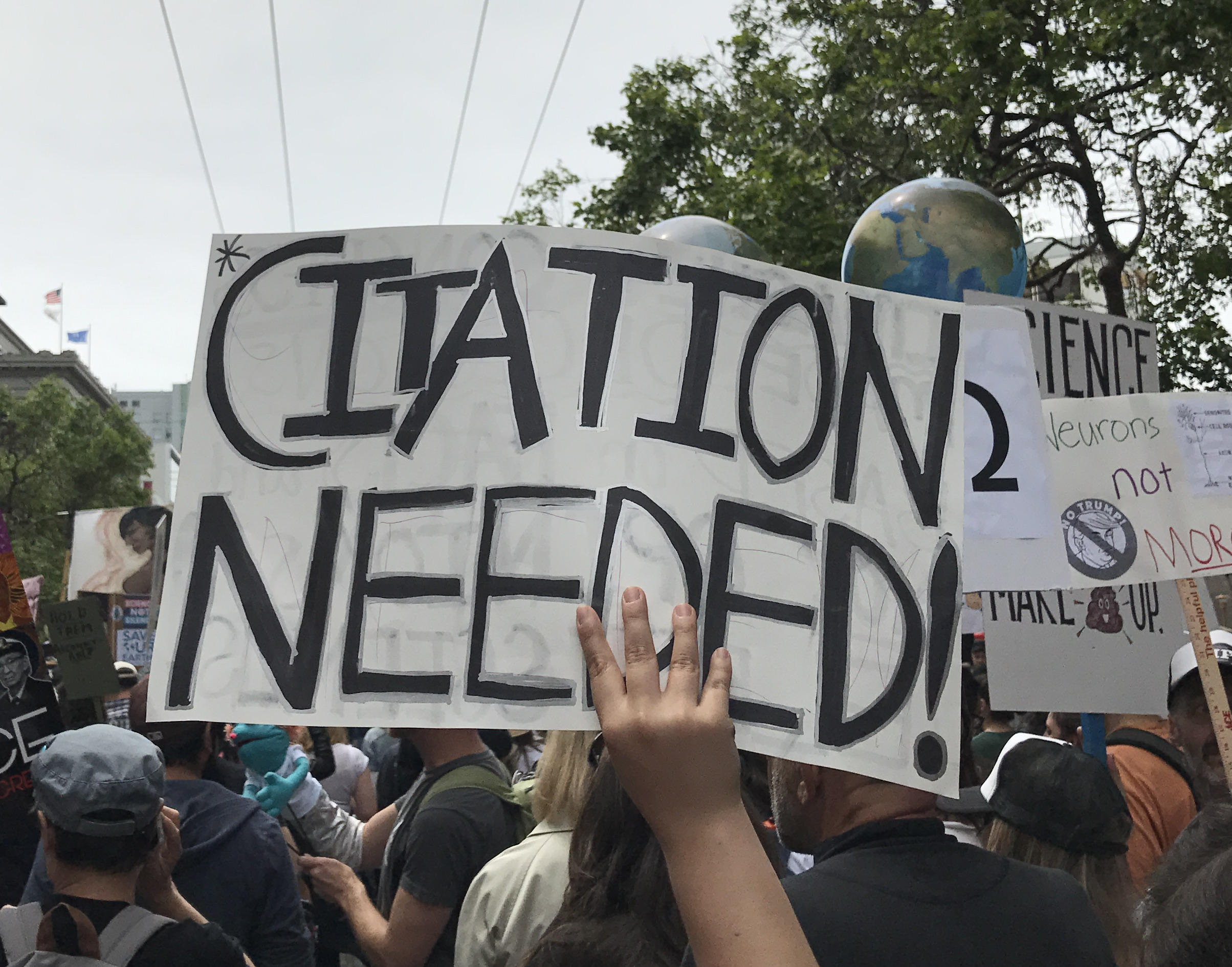
Pancartă la „Marșul pentru Știință” din 2017

În 2008, americanul Matt Mechtley a creat autocolante cu textul „[citation needed]”, încurajând oamenii să le lipească pe panourile publicitare cu declarații dubioase.
Autorul de benzi desenate umoristice Randall Munroe a folosit frecvent eticheta „[citation needed]” în creația sa, inclusiv în cartea sa What If?⁠(d) din 2014.
Youtuber-ul Tom Scott⁠(d) și canalul The Technical Difficulties au folosit „[citation needed]” ca titlu al unei emisiuni bazate pe Wikipedia, care a fost realizată în anii 2014-2018.